# Live in London (musikalbum av Leonard Cohen)
Live in London är ett livealbum av Leonard Cohen, utgivet 2009. Det är hans artonde album och hans första livealbum sedan Field Commander Cohen: Tour of 1979. Det är första gången som Cohen släpper ett helt konsertframträdande i albumform. Albumet spelades in den 17 juli 2008 på O2-arenan, London. Albumet utgavs endast på CD.

## Låtlista

### Disc 1
1. "Dance Me to the End of Love" (från Various Positions) 6:20
2. "The Future" (från The Future) – 7:20
3. "Ain't No Cure for Love" (från I'm Your Man) – 6:16
4. "Bird on the Wire" (från Songs from a Room) – 6:14
5. "Everybody Knows" (från I'm Your Man) – 5:52
6. "In My Secret Life" (från Ten New Songs) – 5:02
7. "Who by Fire" (från New Skin for the Old Ceremony) – 6:35
8. "Hey, That's No Way to Say Goodbye" (från Songs of Leonard Cohen) – 3:47
9. "Anthem" (från The Future) – 7:20
10. "Introduction" – 1:29
11. "Tower of Song" (från I'm Your Man) – 7:07
12. "Suzanne" (från Songs of Leonard Cohen) – 3:46
13. "The Gypsy's Wife" (från Recent Songs) – 6:42

Samtliga låtar skrivna av Leonard Cohen, utan spår 5 och 6, skrivna av Leonard Cohen/Sharon Robinson.

### Disc 2
1. "Boogie Street" (tillsammans med Sharon Robinson från Ten New Songs) – 6:57
2. "Hallelujah" (från Various Positions) – 7:20
3. "Democracy" (från The Future) – 7:08
4. "I'm Your Man" (från I'm Your Man) – 5:41
5. "Recitation" (med Neil Larsen) – 3:53
6. "Take This Waltz" (från I'm Your Man) – 8:37
7. "So Long, Marianne" (från Songs of Leonard Cohen) – 5:24
8. "First We Take Manhattan" (från I'm Your Man) – 6:15
9. "Sisters of Mercy" (från Songs of Leonard Cohen) – 4:56
10. "If It Be Your Will" (tillsammans med The Webb Sisters från Various Positions) – 5:22
11. "Closing Time" (från The Future) – 6:15
12. "I Tried to Leave You" (från New Skin for the Old Ceremony) – 8:33
13. "Whither Thou Goest"

- Samtliga låtar skrivna av Leonard Cohen, utan spår 1 (Leonard Cohen/Sharon Robinson), spår 5 (Leonard Cohen/Neil Larsen), spår 6 (Leonard Cohen/Federico García Lorca) och spår 13 (Guy Singer).

## Medverkande

### Musiker
- Leonard Cohen – sång, akustisk gitarr, keyboard
- Roscoe Beck – basgitarr, bakgrundssång
- Sharon Robinson – sång
- Rafael Bernardo Gayol – trummor, percussion
- Neil Larsen – keyboard, dragspel
- Javier Mas – banduria, laud, archilaud, 12-strängad akustisk gitarr
- Bob Metzger – sologitarr, pedal steel guitar, bakgrundssång
- Dino Soldo – saxofon, klarinett, munspel, keyboard, bakgrundssång

The Webb Sisters:
- Charley Webb – bakgrundssång, gitarr
- Hattie Webb – bakgrundssång, harpa

### Produktion
- Edward Sanders, Steve Berkowitz – musikproducent
- Edward Sanders, Russell Wilson, John Van Nest, Leanne Unger, Russell Wilson, Stephen J. Spencer – ljudtekniker
- Will Hensley, Michael Brauer, Jay Ruston, Peter Asher – ljudmix
- Bob Ludwig – mastering
- Lorca Cohen, Michael Petit – omslagsdesign
- James Cumpsty, Lorca Cohen, Robert Yager – foto